# Povinná osoba
Povinná osoba je právní termín definovaný v zákoně číslo 253/2008 Sbírky o některých opatřeních proti legalizaci výnosů z trestné činnosti a financování terorismu. Zahrnuje fyzické a právnické osoby z různých živností, týkajících se především živností, kde dochází k manipulaci s penězi či drahým zbožím.